# La Aripuca

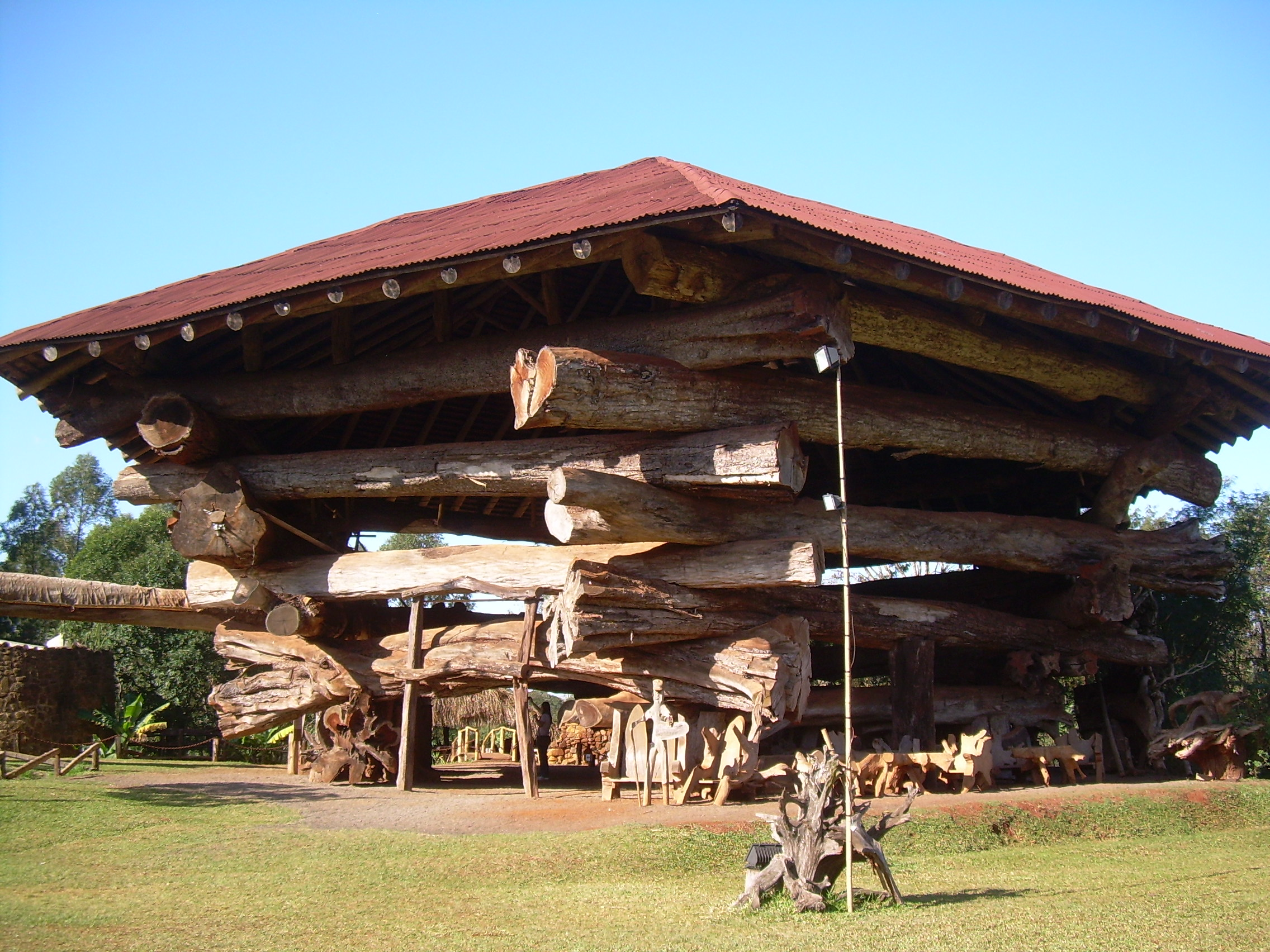
La Aripuca

La Aripuca é um ponto turístico de Puerto Iguazú, cidade vizinha de Foz do Iguaçu. Lá há uma réplica em grande escala de uma arapuca. Ela é feita de toras de várias espécies, lá também há uma loja que vende artesanato e outros artigos.